# Steeple (Essex)
Steeple is een civil parish in het bestuurlijke gebied Chelmsford, in het Engelse graafschap Essex. De plaats telt 490 inwoners.